# 尾張津島天王祭

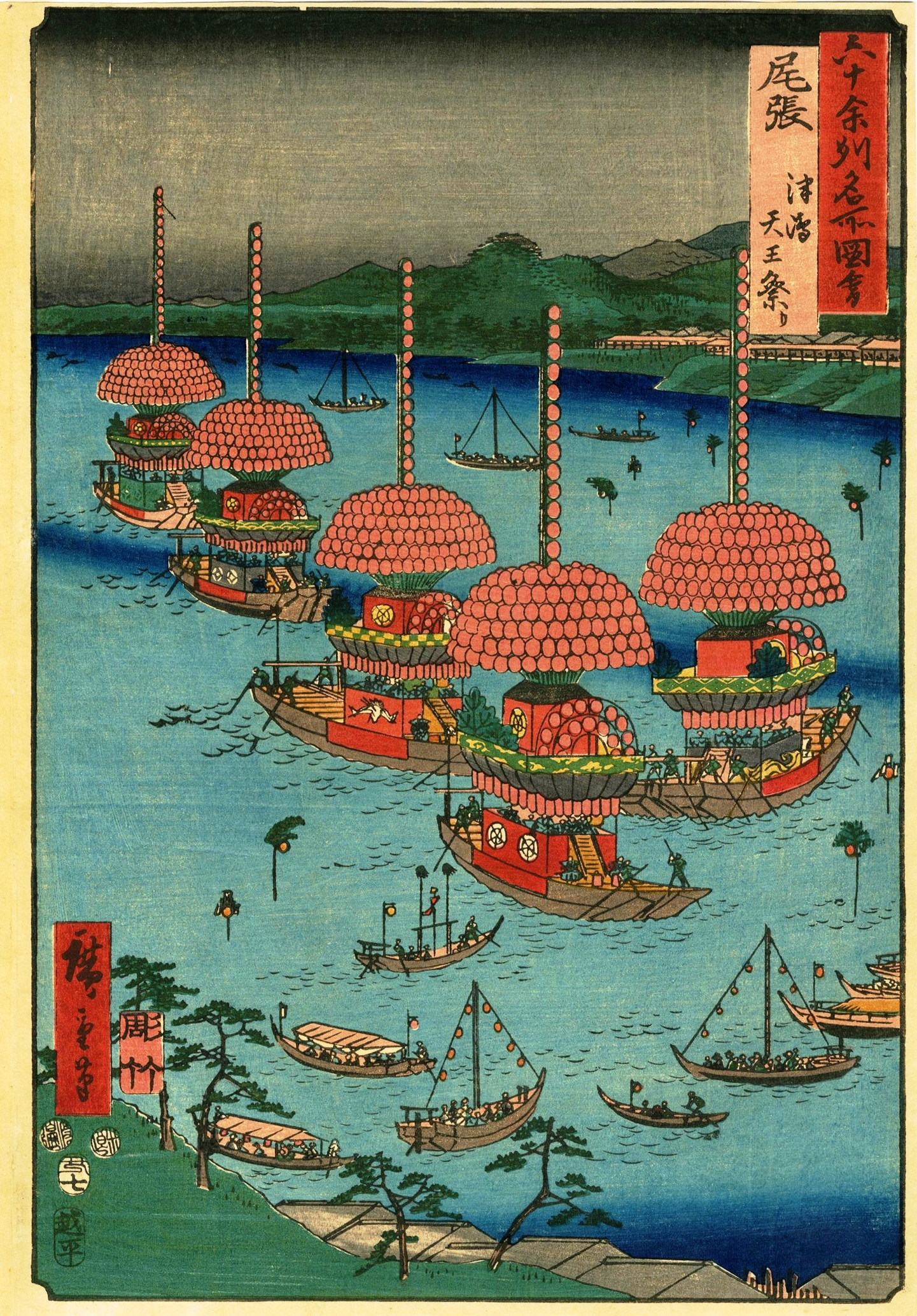
歌川広重 『六十余州名所図会』の津島天王祭

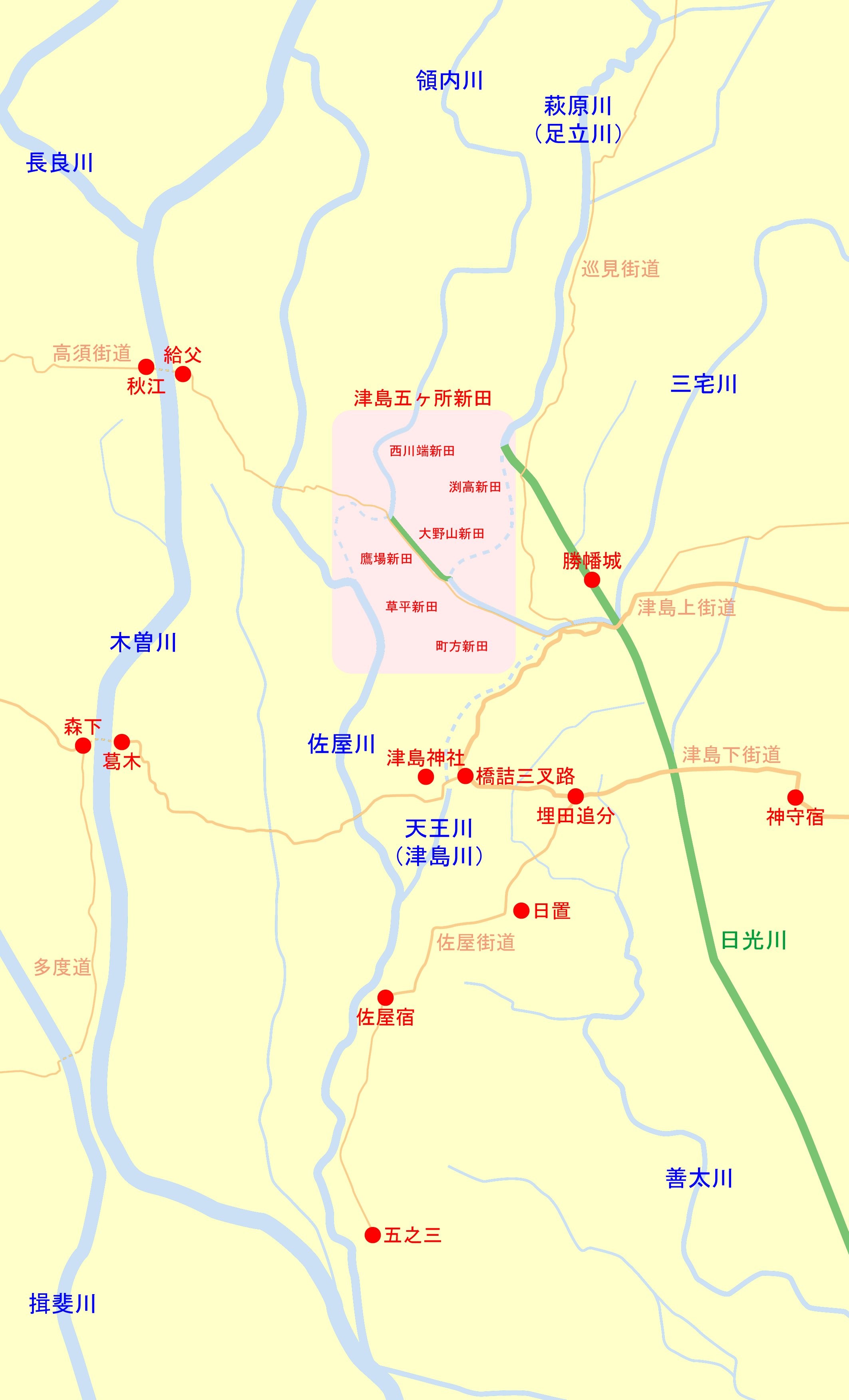
江戸時代末ごろの天王川周辺の位置関係図。破線は江戸時代初期ごろの旧河道、緑線・緑字は開削・付替後の新河道。橙線・橙字は主要街道、赤字は主要な地名など。

尾張津島天王祭（おわりつしまてんのうまつり）は、愛知県津島市と愛西市に伝わる津島神社の祭。江戸末期の東海道名所図会には、津島祭と記載されている。

## 概要
祭は数か月にわたり様々な行事、儀式、神事が行われるが、7月第4土曜日の「宵祭」とその翌日に行われる「朝祭」（元はそれぞれ旧暦の6月14日と15日に行われていた）がクライマックスであり、「尾張津島天王祭の車楽舟行事」として重要無形民俗文化財に指定されている。2016年（平成28年）12月1日には、「山・鉾・屋台行事」としてユネスコの無形文化遺産に登録された。大阪の天満天神祭、厳島神社の管絃祭と並び日本の三大川祭の1つに数えられる。
詳しい史料がないため正確な創始年代は分かっていないが、現存する史料から15・16世紀ごろに始まったと推測される。祭の由来には諸説あるが、主要なものは以下の3つ。
1. 南北朝時代に津島に逃れてきた南朝方の良王親王を守っていた津島の四家七苗字の武士を、北朝方の佐屋村の武士・台尻大隈守が船遊びを名目に討ち取ったことから行われるようになった。
2. 西の海から市江島（現在の愛西市東保町）に着船した須佐之男命が、草刈りの子供が遊んでいるのを見て児の舞「津島笛」の譜を作り、その後疫病が流行した際に神様を慰めるために祭りが行われるようになった。
3. 神泉苑に御霊を鎮め送った祭事が各地に伝播したもの。

尾張津島天王祭は現在では天王川公園の「丸池」で行われるが、1785年（天明5年）に築留めが行われるまでは天王川（津島川）で行われていた。築留め以前は津島神社の参道に長大な「天王橋」がかかっており、津島北方の勝幡城を本拠地とした織田弾正忠家の織田信長はこの橋から尾張津島天王祭を観覧したと伝えられる。
宵祭は、500個余りの提灯をまとった巻藁舟が、津島笛を奏でながらゆうゆうと天王川公園の「丸池」を漕ぎ渡り、揺らめく提灯が川面に映りその美しさを際立たせ、朝祭には津島の5艘に愛西市佐屋地区の「市江車」が先頭に加わり 6艘の車楽船が能人形（能の演目の衣装をまとった人形）を飾り楽を奏でながら漕ぎ進む。市江車からは10人の若者が締め込み姿で天王川に飛び込み、布鉾を持って泳ぎ渡り神前に奉納するため走る姿は勇壮である。
2023年は7月22・23日に開催された。台風やコロナ禍などの影響により中止や規模を縮小しての開催であったが、6年ぶりの通常開催となった。

## ギャラリー

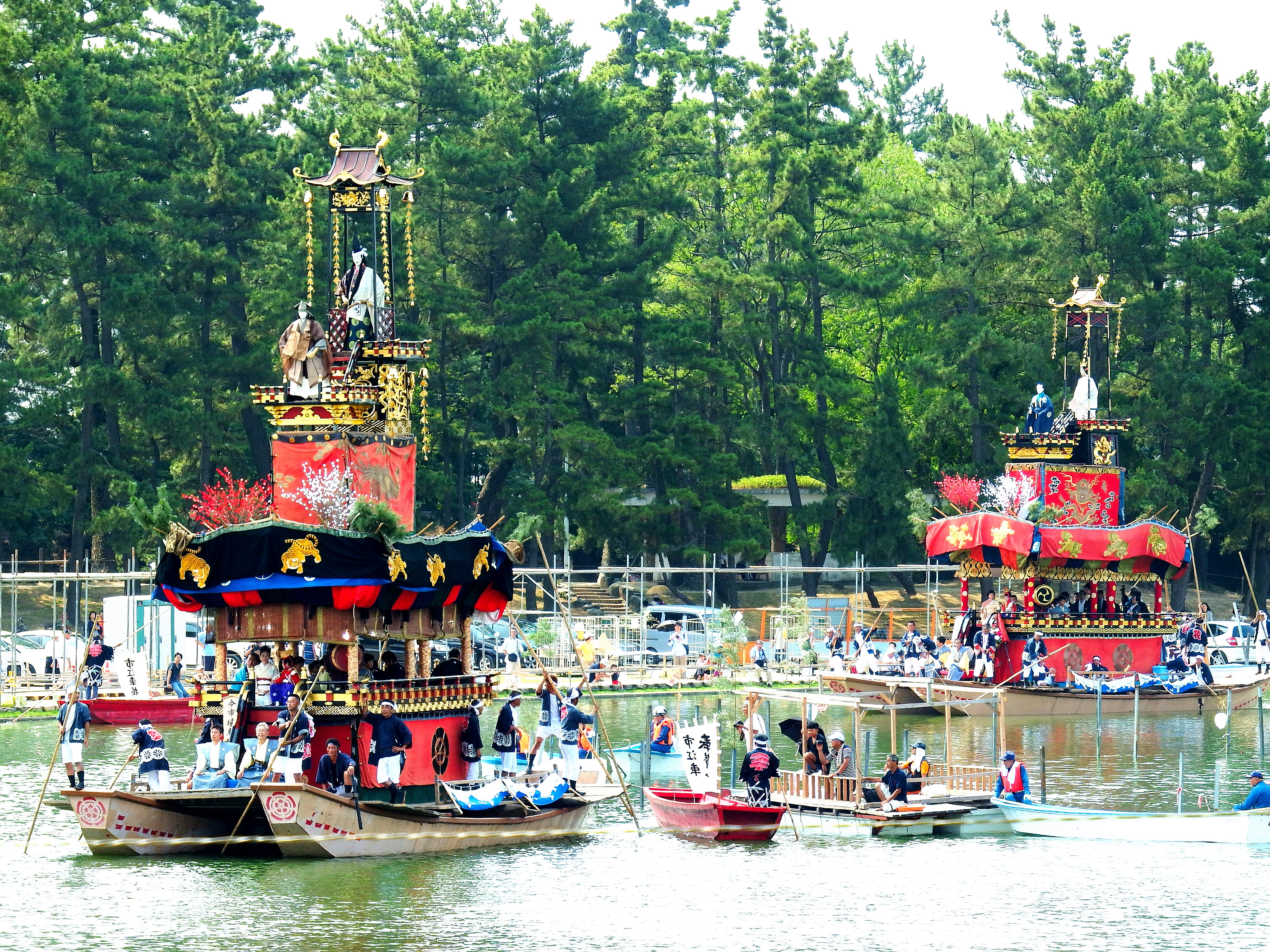
朝祭
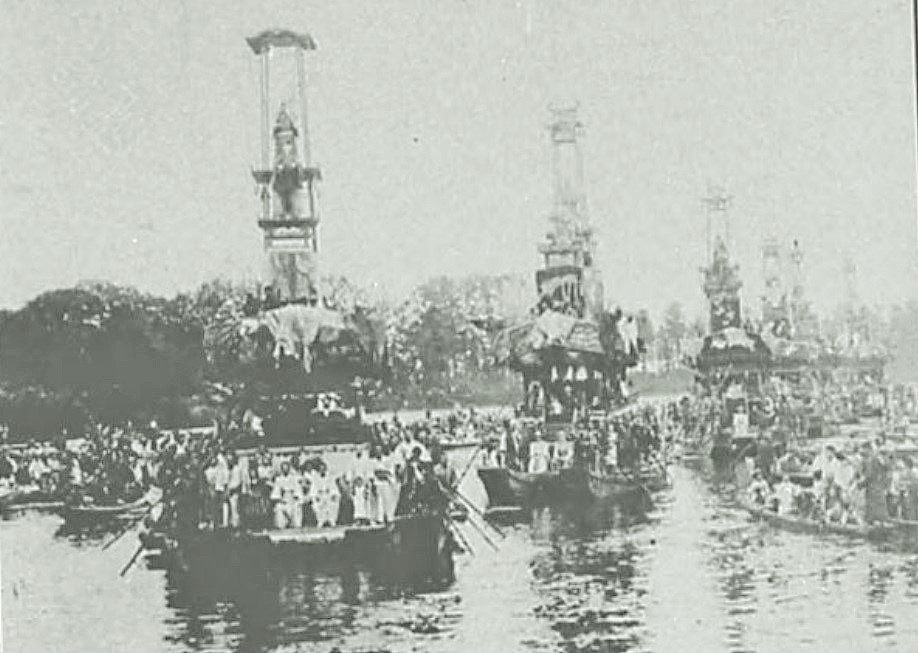
明治末期の津島祭